# 波眼蝶屬
波眼蝶屬（學名：Physcaeneura）是眼蝶亞科眼蝶族矍眼蝶亞族中的一個屬。物種分佈於東非至南非一帶的熱帶莽原。中型蝴蝶，展翅寬35-40毫米。跟一般眼蝶一樣，會在地上緩慢搖擺飛行。

## 物種
- 波眼蝶 Physcaeneura panda
- 傑氏波眼蝶 Physcaeneura jacksoni
- 白翅波眼蝶 Physcaeneura leda
- 黃框波眼蝶 Physcaeneura pione
- Physcaeneura robertsi